# Ivan Šaško
Ivan Šaško (ur. 1 sierpnia 1966 w Ðivaniu) – chorwacki duchowny katolicki, biskup pomocniczy archidiecezji zagrzebskiej od 2008.

## Życiorys

### Prezbiterat
Święcenia kapłańskie otrzymał 28 czerwca 1992 i został inkardynowany do archidiecezji zagrzebskiej. W latach 1994–1997 odbył studia doktoranckie z liturgiki na rzymskim Anselmianum. Po powrocie do kraju został wykładowcą liturgiki na wydziale teologicznym w Zagrzebiu.

### Episkopat
11 lutego 2008 papież Benedykt XVI mianował go biskupem pomocniczym archidiecezji zagrzebskiej, ze stolicą tytularną Rotaria. Sakry biskupiej udzielił mu kard. Josip Bozanić.